# Tanya chiến ký
Tanya chiến ký, được biết đến tại Nhật là Yōjo Senki (幼女戦記 nghĩa đen "Biên niên sử quân sự của một cô bé"), hay tiếng anh là  Saga of Tanya the Evil là sêri light novel Nhật Bản được sáng tác bởi Carlo Zen và được minh họa bởi Shinotsuki Shinobu. Được sêri hóa trên web Arcadia vào 2012. Enterbrain sở hữu được sê-ri và xuất bản thành 14 tập từ ngày 31 tháng 10 năm 2013. Chuyển thể manga được vẽ bởi Tōjō Chika và bắt đầu sê-ri hóa trong tạp chí Comp Ace của Kadokawa Shoten từ ngày 26 tháng 4 năm 2016. Chuyển thể sê-ri anime truyền hình bởi NUT sản xuất đã lên sóng từ ngày 6 tháng 1 năm 2017 cho tới ngày 31 tháng 3 năm 2017. Một bản anime điện ảnh Saga of Tanya the Evil: The Movie được khởi chiếu sau đó vào ngày 8 tháng 2 năm 2019. Mùa thứ hai đã được công bố.
Sê-ri tập trung vào một người làm công ăn lương được tái sinh thành nhân vật chính sống trong một phiên bản thay thế của Thế chiến thứ nhất khiến "cô" bị mắc kẹt trong một vòng luân hồi vô tận. Sẵn sàng tránh bị giết trong khi chết vì những nguyên nhân tự nhiên, Tanya phải tự mình thực hiện một cái tôi tàn bạo, khát máu với hy vọng được gia nhập hàng ngũ Biệt đội pháp sư của Đế chế như một phần trong kế hoạch trở thành kẻ thù dường như không thể bị tiêu diệt.

## Cốt truyện
Một doanh nhân không tin vào thần thánh người Nhật Bản, bị giết bởi một nhân viên cấp dưới vì đã sa thải anh ta, gặp phải một thực thể có thể ngưng động thời gian mà anh gọi là "Thực thể X" hoặc chúa, người đã phạt anh vì thiếu 'đức tin'. Anh được chuyển sinh tới một thế giới giống như thế giới cũ đang trong thời kỳ Chiến tranh thế giới thứ nhất, trộn lẫn một phần của Chiến tranh thế giới thứ hai và phép thuật, trong một đế chế đang phải đối mặt với hàng loạt cuộc chiến do những nước láng giềng. Doanh nhân được chuyển sinh thành một cô bé mồ côi, Tanya Degurechaff. 
Theo thực thể X, nếu Tanya không chết một cách bình thường hoặc thiếu lòng tin, linh hồn của cô sẽ rời khỏi vòng luân hồi và được gửi đến địa ngục vì những tội đồ mà Tanya đã gây ra ở kiếp trước. Để trốn tránh, Tanya quyết định tham gia vào Biệt đội Pháp sư của đế chế và tham gia vào chiến tranh, với hy vọng rằng sẽ đạt được một thành tích thật cao để sống ở nơi xa tiền tuyến, và cách này để giảm thiểu rủi ro bị giết chết. Dù anh có giọng nói của một bé gái, Tanya sớm trở thành một người lính độc ác, người đã ưu tiên sự hiệu quả và sự nghiệp của bản thân cô trên mọi thứ khác, cho dù là mạng sống của những người cấp dưới cô, đặc biệt là những người khiến cô tức giận.

## Nhân vật

### Đế chế
Tanya von Degurechaff (ターニャ・フォン・デグレチャフ Tānya fon Degurechafu)
Lồng tiếng bởi: Yūki Aoi
Tanya là một cô gái trẻ tóc vàng, mắt xanh, là tái sinh của một nhân viên làm công ăn lương người Nhật lạnh lùng, vô thần và theo chủ nghĩa Darwin theo chủ nghĩa xã hội (do Kōsuke Toriumi lồng tiếng ngắn gọn bằng tiếng Nhật). Cô là một pháp sư với sức mạnh ma thuật cho phép mình bay và bắn những viên đạn nổ từ súng. So với những người khác, Tanya có khả năng ma thuật tiềm ẩn cao và là người duy nhất có khả năng sử dụng quả cầu hoạt động Type-95 thử nghiệm do sự can thiệp của Thực thể X. Cô chỉ huy một tiểu đoàn gồm các pháp sư ưu tú với mục đích chính là áp đảo quân địch trong khi vẫn có tính cơ động cao và tương đối nhỏ. Tanya khá tàn nhẫn và không khoan dung với những thất bại của người khác, giống như kiếp trước của cô, đồng thời áp dụng một số hình phạt và phương pháp huấn luyện khắc nghiệt. Sau khi tốt nghiệp trường Cao đẳng Chiến tranh với tư cách là một trong Thập nhị Hiệp sĩ, cô được phong tước hiệu von. Đến cuối anime, cấp bậc của cô ấy là thiếu tá. Ở cuối phần điện ảnh, cuối cùng cô cũng có được công việc mơ ước với công việc văn phòng ở hậu phương trong 2 tháng và được thăng cấp trung tá, khiến cô rất vui và chiến thắng trước kẻ thù đáng ghét của mình, Thực thể X. Nhưng niềm vui đó thật ngắn ngủi khi cô nhận được một cuộc điện thoại từ Tướng Zettour, người thông báo với cô rằng ông đã đưa ra đề xuất của cô, có tựa đề "Sử dụng đơn vị và điều động tác chiến trong cuộc chiến hiện tại" để sử dụng và tổ chức một Kampfgruppe (nhóm chiến đấu trong thuật ngữ Đức sử dụng trong các Thế chiến) có mật danh là "Salamander", bao gồm bộ binh, áo giáp và pháo binh, trao cho cô quyền chỉ huy đội quân đặc biệt và muốn xem nghiên cứu của cô trong thực tế bằng cách yêu cầu cô và tiểu đoàn pháp sư số 203 quay trở lại tiền tuyến một lần nữa, khiến cô rất sốc và kinh hoàng.
Viktoriya "Visha" Ivanovna Serebryakov (Виктория Ивановна "Вища" Серебряков) (ヴィクトーリヤ・イヴァーノヴナ・セレブリャコーフ (ヴィーシャ) Vīkutōriya Ivuānovuna Sereburyakōfu (Vīsha))
Lồng tiếng bởi: Hayami Saori
Viktoriya là Thiếu úy trong Quân đội Đế quốc và phục vụ dưới quyền của Tanya Degurechaff, sau đó trở thành phụ tá của cô ấy. Khác với các nhân vật khác của Đế quốc, Viktoriya là một người tị nạn từ Cách mạng Liên minh Rus và gia đình cô ban đầu là thành viên của tầng lớp quý tộc Rus. Từng phục vụ dưới quyền Tanya trong Trận chiến sông Rhine, Viktoriya quen thuộc hơn với tính cách thực sự của Tanya, điều mà cô ấy tỏ ra sợ hãi nhưng cũng tôn trọng. Nhờ biết Tanya, Viktoriya có khả năng theo kịp Tanya hơn so với những người lính khác của cô. Tuy nhiên, mặc dù biết tính cách thật của Tanya, Viktoriya dường như tin rằng Tanya thực sự quan tâm đến cấp dưới của mình và cách đối xử khắc nghiệt của Tanya với họ, cuối cùng là để đảm bảo sự sống còn của họ. Trong manga, quan điểm "đặc biệt" của Viktoriya về nhân vật Tanya, dường như đã bắt đầu khi Viktoriya trong trận chiến thực sự đầu tiên của cô, được Tanya cứu ở giây cuối cùng, người (để che giấu sự thích thú khi giết quân địch) được trích dẫn từ Tướng Robert E. Lee, nói với Viktoriya "May mà chiến tranh thật khủng khiếp, nếu không thì con người sẽ thích nó", bắt đầu sự hiểu lầm. Tanya cũng cho rằng Viktoriya có ngoại hình giống hệt thư ký cũ của mình (kiếp trước) vào năm 2013 tại Nhật Bản; Việc Viktoriya có phải là tái sinh của thư ký của Tanya hay không vẫn chưa được xác nhận.
Erich von Rerugen (エーリッヒ・フォン・レルゲン Ērihhi fon Rerugen) / Erich von Lergen (sau này là von Rerugen)
Lồng tiếng bởi: Miki Shinichiro
Erich là một Trung tá trong Quân đội Hoàng gia và đã biết Tanya kể từ khi cô gia nhập quân đội. Anh đã nhìn thấu bản chất thật của Tanya trong thời gian cô luyện tập, và coi cô như một con quái vật trong hình dạng một cô bé.
Kurt von Rudersdorf (クルト・フォン・ルーデルドルフ Kuruto fon Rūderudorufu)
Lồng tiếng bởi: Genda Tesshō
Ông là Phó Chỉ Huy Điều hành của Văn phòng Bộ Tổng Tham mưu Hoàng gia.
Hans von Zettour (ハンス・フォン・ゼートゥーア Hansu fon Zētūa)
Lồng tiếng bởi: Ōtsuka Hōchū
Ông là Phó Chỉ Huy Hậu cần của Văn phòng Bộ Tổng Tham mưu Hoàng gia.

### Legedonia
Anson Sue/Sioux (アンソン・スー Anson Sū)
Lồng tiếng bởi: Horiuchi Kenyuu
Ông là đội trưởng của Đội pháp sư trên không thứ 5 và có một cô con gái tên là Mary Sue. Ông được thăng cấp Đại tá sau cái chết của sĩ quan cấp trên. Trong anime, ông ta được cho là đã bị giết trong trận chiến với Tanya trong Trận chiến vịnh hẹp Orse. Sau đó, sự thật rằng ông thực sự đã sống sót và có tầm nhìn về Thần ("Thực thể X"), người đã bảo ông giết "Ác quỷ", ban cho ông ta thêm sức mạnh. Để đạt được mục tiêu của mình, ông chấp nhận trở thành một phần của lực lượng đặc biệt của pháp sư Vương quốc Đồng minh, tìm cách dồn Tanya và tiểu đoàn của cô ấy trên biển. Tuy nhiên, dù cuối cùng ông gần như thành công trong việc giết được Tanya, thậm chí sẵn sàng cho nổ tung thân mình để giết cô nhưng vì sự can thiệp của Viktoriya, Anson đã không giết được cô và cuối cùng chết trong vụ nổ của chính ông.
Mary Sue/Sioux (メアリー・スー, Mearī Sū)
Lồng tiếng bởi: Haruka Tomatsu
Cô là con gái duy nhất của Anson Sue. Sau cái chết của cha cô dưới tay Tanya, bản chất cô trở nên nghiêm túc và báo thù hơn. Lòng căm thù của cô ngày càng lớn khi nghe đến cái tên "Ác quỷ sông Rhine", khiến cô bắt đầu nổi cơn thịnh nộ và bộc lộ một khía cạnh không thể kiểm soát được. Được Thực thể X ban thêm sức mạnh, cô trở thành đối trọng với Tanya của phần anime điện ảnh. Trong Web Novel gốc, sau khi tùy ý hành quyết một số cấp dưới của mình, vì cô cho rằng họ từ chối theo cô vào trận chiến, Mary Sue cuối cùng là đối tượng của một cuộc binh biến và bị chính những người ủng hộ cô hành quyết, nhận ra sự thật của Tanya và Thực thể X trong những giây phút cuối cùng của mình. Tên của cô liên quan trực tiếp đến câu chuyện "Mary Sue".

### Khác
Thực thể X (存在X Sonzai Ekkusu)
Lồng tiếng bởi: Tezuka Hideaki
Một thực thể tự nhận mình là Đấng Sáng tạo (創造 主, Sōzōshu) hoặc Thần. Sau một cuộc tranh cãi triết học với kiếp trước của Tanya, nó tái sinh anh ta thành Tanya với hy vọng anh sẽ tin vào Chúa. Cái tên "Thực thể X" được đặt bởi Tanya, người không tin vào sự tồn tại của Chúa. Nó có đặc điểm là thất vọng với tình trạng thiếu niềm tin ngày càng tăng trong thế giới hiện đại. Thỉnh thoảng, nó trò chuyện với Tanya để chế nhạo cô ấy hoặc xem cô có tin không.

## Truyền thông

### Light novel
Tiểu thuyết do Carlo Zen viết và được minh họa bởi Shinotsuki Shinobu. Bắt đầu sê-ri ở dạng tiểu thuyết web trên trang web Arcadia, trước khi Enterbrain sở hữu sê-ri. Quyển đầu tiên được xuất bản vào ngày 31 tháng 10 năm 2013, và cho tới khi ngày 29 tháng 9 năm 2023, mười bốn quyển đã được xuất bản. CD Drama được xuất bản theo quyển thứ ba.

### Manga
Chuyển thể manga do Tōjō Chika thực hiện và bắt đầu sê-ri hóa trong tạp chí Comp Ace của Kadokawa Shoten từ ngày 26 tháng 4 năm 2016, và ba mươi hai quyển đã được xuất bản.

### Anime
Chuyển thể anime truyền hình do NUT thực hiện lên sóng từ ngày 6 tháng 1 năm 2017 tới ngày 31 tháng 3 năm 2017. Crunchyroll được cấp phép bản quyền công chiếu ở Bắc Mỹ. Ca khúc mở đầu là "JINGO JUNGLE" do Myth & Roid thực hiện và ca khúc kết thúc là "Los! Los! Los!" do Yūki Aoi trong vai Tanya Degurechaff thực hiện. Một OVA ngắn nhại chibi do Studio Puyukai sản xuất mang tên Youjo Shenki được công chiếu vào tháng 1 năm 2017. Vào ngày 19 tháng 6 năm 2021, phần thứ hai đã được công bố. Dàn diễn viên chính và nhân viên đang quay trở lại để tiếp tục vai diễn của họ.
Là một anime kết hợp hài hước, Bộ tứ Isekai có các nhân vật trong Evil chiến ký theo phong cách Chibi, giống như OVA. Nó cũng có sự góp mặt của các nhân vật trong loạt light novel KonoSuba, Overlord và Re:Zero − Bắt đầu cuộc sống ở một thế giới khác, tất cả đều được xuất bản bởi Kadokawa Corporation. Bộ anime bắt đầu phát sóng vào ngày 9 tháng 4 năm 2019.

### Phim
Phim anime được công bố vào tháng 1 năm 2018.  Bộ phim giữ nguyên dàn nhân viên và diễn viên, và là tiền truyện của sê-ri.  Bộ phim được khởi chiếu vào ngày 8 tháng 2 năm 2019. Bộ phim được công chiếu tại Mỹ vào ngày 16 tháng 5 năm 2019 do Crunchyroll. Crunchyroll và Anime Limited công chiếu bộ phim tại MCM London Comic Con vào ngày 26 tháng 5 năm 2019. Crunchyroll cũng công chiếu bộ phim tại Supanova Expo ở Sydney và Perth tại Úc vào ngày 23 tháng 6 và ngày 30 tháng 6 năm 2019 lần lượt.

## Đón nhận
Đến tháng 4 năm 2018, light novel và manga đã có tổng cộng 3 triệu bản in. Đến tháng 5 năm 2020, tổng số sách in đã có hơn 6,5 triệu bản được lưu hành. 
Viết cho Anime News Network, Nick Creamer cho biết Tanya chiến ký khác biệt với phần lớn các anime isekai có otaku anh hùng hoặc những chàng trai trẻ bình thường làm nhân vật chính bằng cách để Tanya trở thành ác nhân. Creamer nói rõ ràng "Tội ác của Tanya là tội ác của chúng tôi", cáo buộc hệ thống tư bản đã tạo ra quá khứ của cô là một người làm công ăn lương tàn nhẫn và hậu quả của nó đối với con người mới của cô. 
Light novel và manga đạt tổng cộng 9.5 triệu bản in vào tháng 12 năm 2021.